# Ghost Trick: Phantom Detective
Ghost Trick: Phantom Detective (ゴースト トリック  (Gōsuto Torikku) é um videojogo de aventura desenvolvido pela Capcom para Nintendo DS e iOS. Foi desenvolvido por Shu Takumi, criador da saga Ace Attorney. O jogo foi publicado pela Capcom e lançado para Nintendo DS no Japão em 19 de junho de 2010, na América do Norte em 11 de janeiro de 2011 e na Europa 3 dias depois. A versão iOS foi lançada no Japão em 16 de dezembro de 2010 e no resto do mundo em 2 de fevereiro de 2012.

## História
O jogo coloca o jogador no lugar de Sissel, um homem que acabou de morrer. Agora que ele tomou a forma de um espírito, e não tem lembranças de sua vida, descobre que pode possuir objetos. Com esta nova habilidade, ele pode afetar o desenvolvimento de situações no plano físico de diferentes maneiras. Aproveitando suas novas habilidades, Sissel tenta resolver os mistérios de sua morte e evitar as consequentes mortes.
Os eventos do jogo acontecem em uma única noite, quando Sissel desaparece com a chegada do amanhecer.

## Jogabilidade
Em cada nível, alguém morreu e o jogador, como Sissel, deve viajar quatro minutos antes da morte e evitar que isso aconteça. Como um espírito, Sissel pode entrar no mundo Fantasma, no qual o tempo fica parado. Nesse mundo, Sissel pode possuir vários objetos, assim como se comunicar com os espíritos dos cadáveres. Sissel só pode viajar dentro de um determinado raio a partir de um objeto, portanto, o jogador deve usar vários objetos para alcançar as diferentes áreas. Enquanto em posse de um certo objeto inanimado, o jogador pode usar "truques fantasma" fora do mundo fantasma para quebrar novos caminhos ou invocar uma certa reação dos personagens. Por exemplo, mover uma bandeja de donuts fará com que o personagem comendo-os mude onde ele está sentado e abrirá um novo caminho para Sissel. O jogador deve usar estes truques para se mover pelas diferentes áreas para mudar o destino da vítima. Alguns níveis incluem momentos em que o jogador tem que mudar esse destino em um período de tempo muito mais curto para salvar a vítima.

## Desenvolvimento
Ghost Trick foi desenvolvido pelo criador da série Ace Attorney, Shu Takumi. Em uma entrevista com a revista Famitsu, ele disse:
Comecei a pensar sobre esta ideia há cerca de cinco anos. (...) Estávamos trabalhando no terceiro Ace Attorney e eu senti que era hora começar a pensar em algo novo. Assim, tive a ideia de criar um novo tipo de mistério, algo diferente do estilo Ace Attorney.